# 高橋宏 (1943年生)
高橋 宏（たかはし ひろし、1943年6月29日 - ）は、日本の経営者。東洋経済新報社社長、会長を務めた。

## 経歴
神奈川県出身。1966年に早稲田大学政治経済学部を経て、1968年に早稲田大学院経済学研究科を修了し、同年に東洋経済新報社に入社。1993年から2年間週刊東洋経済編集長を務め、1996年に取締役に就任し、2001年12月には社長に就任。2006年12月に会長に就任。